# Gastrotheca peruana
Gastrotheca peruana é uma espécie de anfíbio da família Hemiphractidae.
É endémica do Peru.
Os seus habitats naturais são: campos de altitude subtropicais ou tropicais, rios, marismas de água doce, marismas intermitentes de água doce, terras aráveis, pastagens, jardins rurais e áreas urbanas.